# Gonzaga soroanus
Gonzaga soroanus is een insect uit de familie van de gaasvliegen (Chrysopidae), die tot de orde netvleugeligen (Neuroptera) behoort. 
Gonzaga soroanus is voor het eerst wetenschappelijk beschreven door Alayo in 1968.